# Ainesidemos
Ainesidemos (altgriechisch Αἰνησίδημος Ainēsídēmos, latinisiert Aenesidemus, deutsch auch Änesidemos oder Änesidem) war ein antiker griechischer Philosoph. Er lebte im 1. Jahrhundert v. Chr. und gilt als Begründer des Neupyrrhonismus.
Ainesidemos war ursprünglich wohl ein Anhänger der akademischen Skepsis. In seinen nicht erhaltenen Pyrrhonischen Darlegungen griff er laut Photios den akademischen Skeptizismus an: durch ihre Behauptung, dass sich nichts (sicher gerechtfertigt) wissen lasse, seien die Akademiker (negative) Dogmatiker. Demgegenüber versucht Ainesidemos einen radikalen Skeptizismus herzustellen, den er bei Pyrrhon von Elis und dessen Schüler Timon von Phleius zu finden meinte.
Ainesidemos wollte nicht einmal die negative Aussage zulassen, dass er nichts (sicher) wisse, und folgerte aus dem Umstand, dass jedem Grund zu einer Annahme ein gleichgewichtiger Grund zur gegenteiligen Annahme entgegenstehe, die Empfehlung, sich stets des Urteils zu enthalten (sog. ἐποχή epoché). Zur leichteren Auffindung solcher Gegengründe stellte Ainesidemos die später nach ihm benannten Zehn Tropen auf. Im Leben müsse man statt ohnehin unsicheren Annahmen über die angebliche Natur der Dinge vielmehr den Erscheinungen (φαινόμενα phainómena) folgen.
Damit führte Ainesidemos Einflüsse aus den beiden antiken Strömungen des Skeptizismus – Pyrrhonische Skepsis und akademische Skepsis – zusammen. Er begründete so den Neupyrrhonismus, den er allerdings nicht als eigene neue Lehre vertrat, sondern Pyrrhon zuschrieb – daher die Bezeichnung (Neu-)Pyrrhonismus. Dieser, wie er uns in den Schriften des Sextus Empiricus systematisch geordnet vorliegt, geht damit weitgehend auf Ainesidemos zurück.